# Marmosa graciosa
La marmosa graciosa (Marmosa lepida) és una espècie d'opòssum de Sud-amèrica. Viu a Bolívia, el Brasil, Colòmbia, l'Equador, la Guaiana, el Perú i Surinam.